# Efecto de Wolff–Chaikoff
El efecto de Wolff–Chaikoff, descubierto por los doctores Ene Wolff e Israel Lyon Chaikoff en la Universidad de California, en 1948, es una reducción en los niveles de hormonas tiroideas causada por la ingestión de una gran cantidad de yodo. Ellos probaron que la inyección de yodo en ratas inhibía la organificación (oxidación del yodo) casi completamente en la glándula tiroides. Los pacientes con enfermedad de Graves son más sensibles que los pacientes eutiroideos, y el yodo se ha utilizado para manejar la enfermedad de Graves. 
Es un fenómeno de autorregulación que inhibe organificación en la glándula tiroides, la formación de las hormonas tiroideas en el interior del folículo del tiroides, y la liberación de las hormonas tiroideas en el torrente sanguíneo. Esto se hace evidente secundaria a niveles elevados de yoduro de circulación. El efecto de Wolff-Chaikoff dura varios días, después de lo cual es seguido por un fenómeno de "escape", que se describe por la reanudación de la organificación normal de yodo y la función normal de peroxidasa tiroidea. El "Fenómeno de Escape" se cree que se produce debido a la disminución de la concentración de yodo inorgánico secundaria a la baja regulación de cotransportador de yoduro de sodio en la membrana basolateral de las células foliculares tiroideas.